# Universidad de Nápoles Parthenope
La Universidad de Nápoles Parthenope (en italiano: Università degli Studi di Napoli "Parthenope", UNIPARTHENOPE) es una universidad pública italiana ubicada en Nápoles, fundada en 1920. 
Históricamente es un centro de enseñanza económica y marítima, aunque en los últimos años ofrece también cursos de otros campos.

## Historia

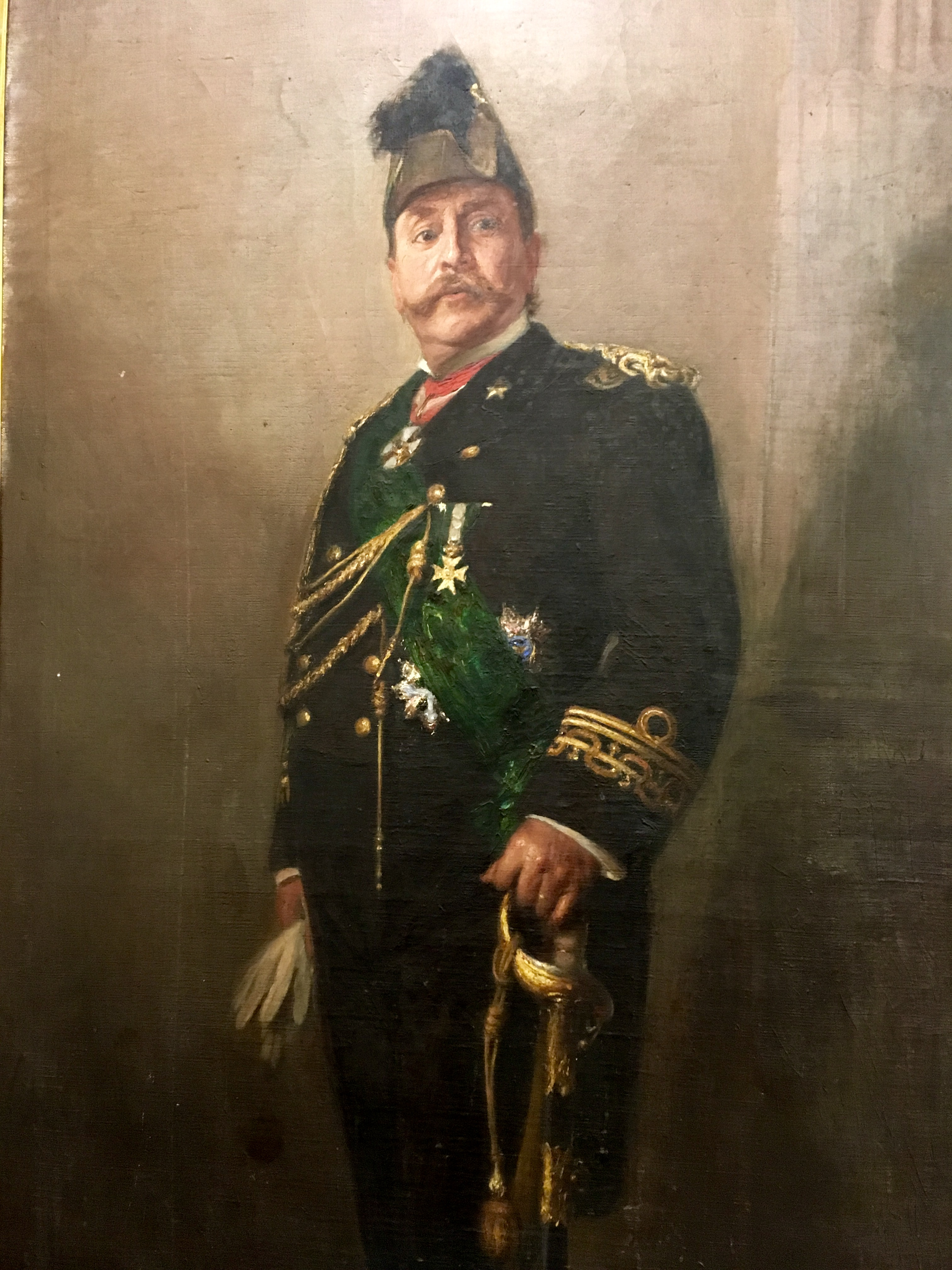
Pasquale Leonardi Cattolica.

La fundación de la Universidad se remonta a 1920, cuando gracias al vicealmirante Pasquale Leonardi Cattolica se convirtió en realidad la petición, hecha por el Real Instituto de Fomento de Nápoles, de crear en la ciudad un centro superior de cultura dedicado al estudio del mar y de los correspondientes asuntos económicos. Por lo que, el 30 de mayo de 1920, fue fundado el Regio Istituto Superiore Navale (Real Instituto Superior Naval, en ese entonces dividido en dos secciones: Magistero y Armamento), que entre 1930 y 1931 fue convertido en un Instituto Universitario de ordenamiento especial, con las Facultades de Economía Marítima y Ciencias Náuticas. Su primer estatuto fue aprobado en 1933. Entre 1939 y 1940, el Instituto fue llamado Istituto Universitario Navale (Instituto Universitario Naval).
En la segunda mitad de los años 1980 se amplió la oferta cultura y educativa, paralelamente a un crecimiento dimensional del Ateneo. En 1987, la Facultad de Economía Marítima se convirtió en Facultad de Economía del Transporte y del Comercio Internacional, para luego volverse Facultad de Economía en 1990, abriendo cuatro cursos de licenciatura, tres escuelas con fines especiales y dos escuelas de especialización. El aumento del número de estudiantes y la ampliación del personal exigieron nuevos espacios, así que a la histórica sede de Via Acton se añadieron un edificio en Vía Medina, la Iglesia de San Giorgio dei Genovesi, Villa Doria d'Angri en Posillipo y una sede en el Distrito Financiero de Nápoles.
En 1999-2000 se crearon otras tres Facultades: Derecho, Ingeniería y Deportes y Educación física. El crecimiento de las inscripciones (de 1.000 estudiantes en 1985 se pasó a 16.000 en 2006) y la ampliación de las Facultades hicieron que el Ateneo mereciera el estatus de Universitas Studiorum, así que dejó de ser un "instituto universitario" y se convirtió en una "universidad de estudios", adoptando el nombre actual de Università degli Studi di Napoli "Parthenope" (con referencia al nombre de la primera fundación de la ciudad de Nápoles y a la sirena homónima del mito correspondiente, que aparece en el nuevo logotipo). El Ateneo, que era el único en Italia en tener un curso de licenciatura en Ciencias Náuticas, tras la reforma fue el primero del país en ofrecer cursos de clase 22 (Ciencias y Tecnologías de la Navegación Marítima y Aérea).

### Nombres
- 1920-1939: Regio Istituto Superiore Navale
- 1939-2006: Istituto Universitario Navale
- Desde 2006: Università degli Studi di Napoli "Parthenope"

## Organización

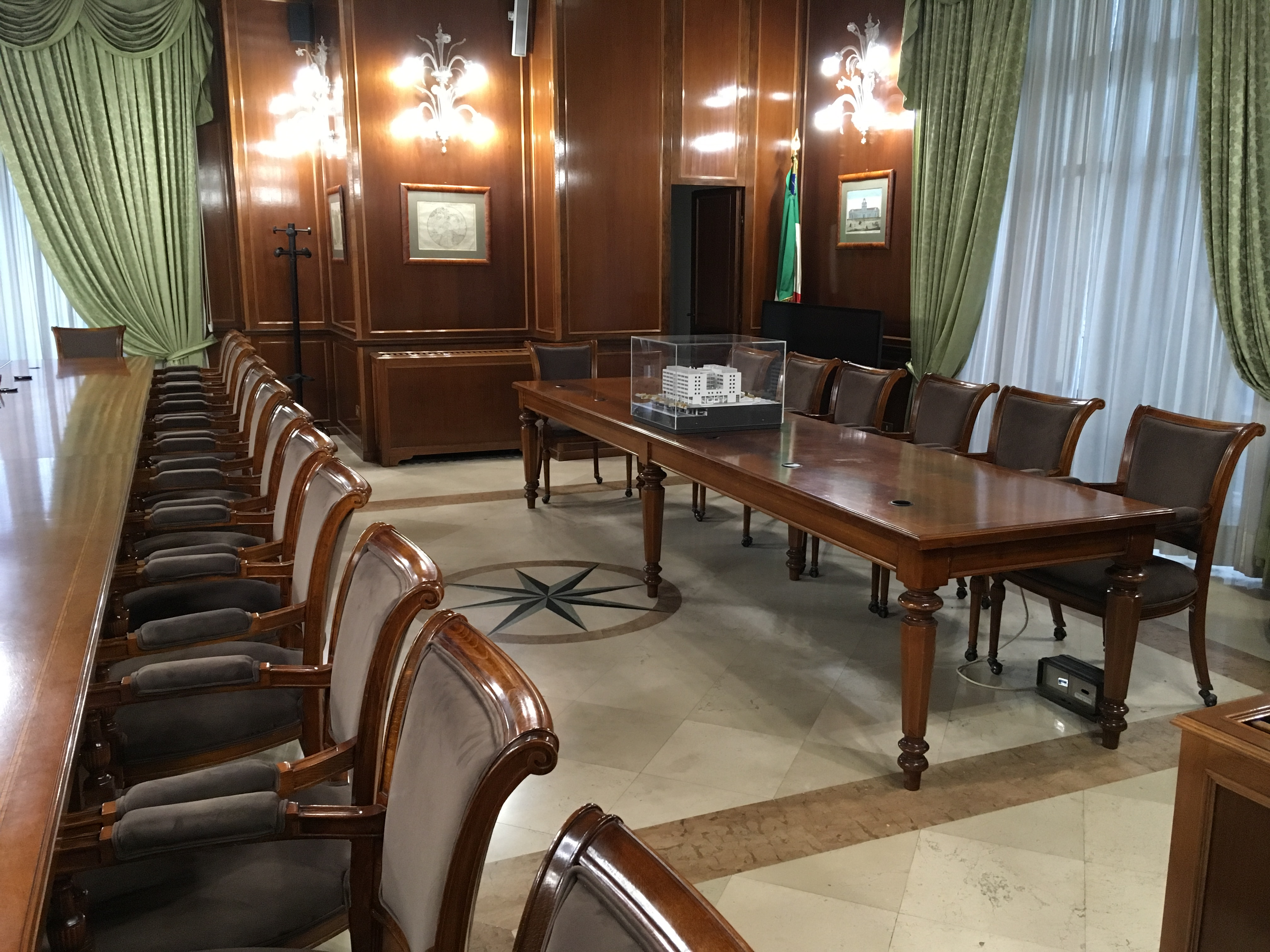
Salón del Consejo.

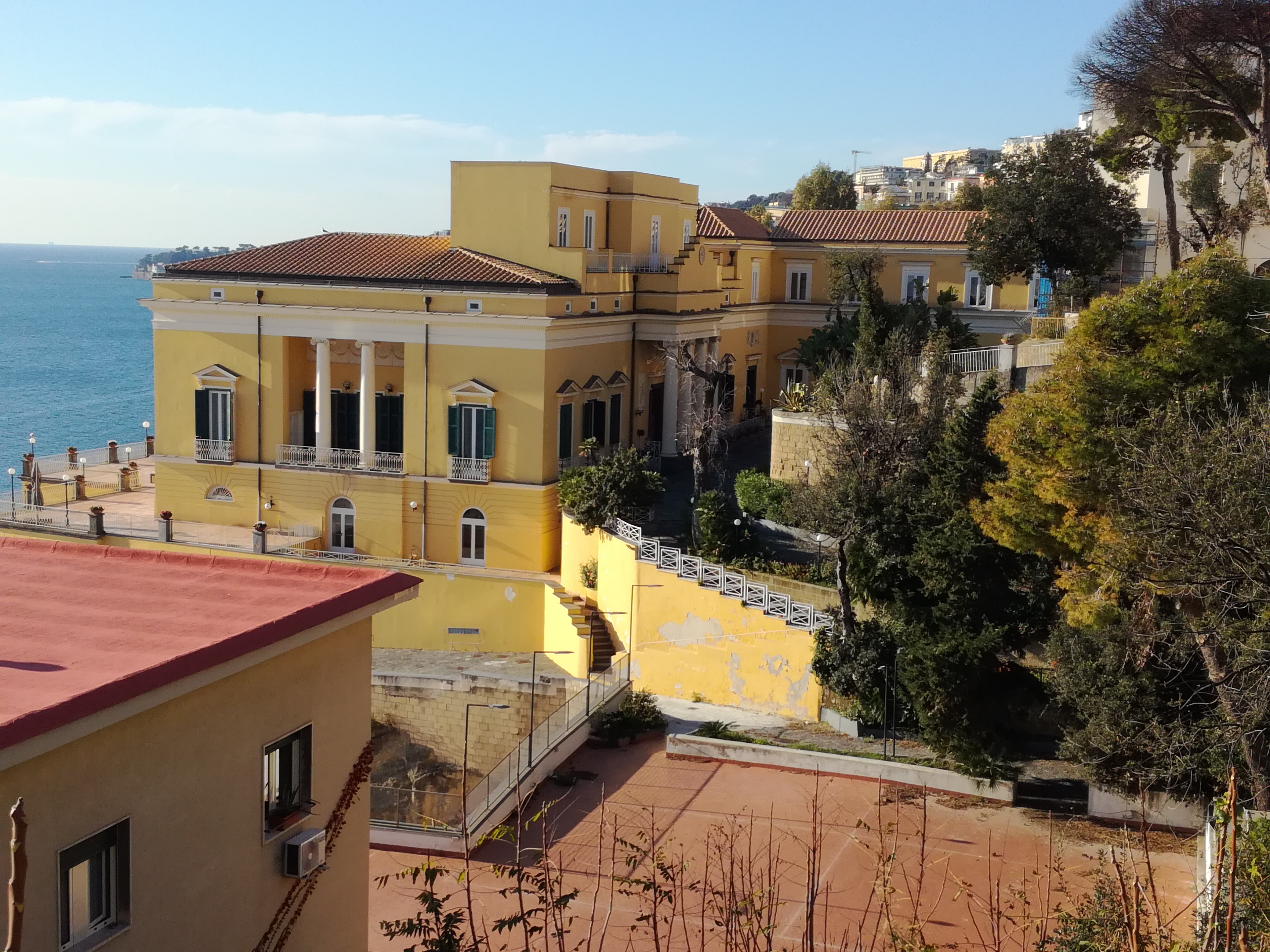
Sede de Villa Doria d'Angri.

La Universidad está dividida en 5 facultades:
- Economía
- Derecho
- Ingeniería
- Ciencias y Tecnologías
- Deportes y Educación física[6]

### Sedes
- Palazzina Spagnola y edificio contiguo, sede central
- Palazzo Pacanowski, sede de los Departamentos de Derecho, Estudios Empresariales y Económicos, Estudios Empresariales y Cuantitativos, Estudios Económicos y Jurídicos
- Sede del Distrito Financiero de Nápoles: Departamentos de Ingeniería y de Ciencias y Tecnologías
- Sede de Via Marina: Departamento de Deportes y Educación física
- Sede de la Villa Doria d'Angri: Centro de Ateneo de Servicios Lingüísticos